# Circonscription électorale de Melilla
La circonscription électorale de Melilla est l'une des cinquante-deux circonscriptions électorales espagnoles utilisées comme divisions électorales pour les élections générales espagnoles. Elle permet d'élire un député siégeant au Congrès des députés et deux sénateurs siégeant au Sénat, respectivement chambre basse et chambre haute des Cortes Generales.
Elle correspond géographiquement à la ville autonome de Melilla.

## Historique
Elle est instaurée en 1977 par la loi pour la réforme politique puis confirmée avec la promulgation de la Constitution espagnole qui précise à l'article 68 alinéa 2 que chaque province constitue une circonscription électorale.

## Congrès des députés

### Synthèse
|             |       | 1977 | 1979 | 1982 | 1986 | 1989 | 1993 | 1996 | 2000 | 2004 | 2008 | 2011 | 2015 | 2016 | 04/19 | 11/19 | 2023 |
| ----------- | ----- | ---- | ---- | ---- | ---- | ---- | ---- | ---- | ---- | ---- | ---- | ---- | ---- | ---- | ----- | ----- | ---- |
| UCD         |       | 1    | 1    |      |      |      |      |      |      |      |      |      |      |      |       |       |      |
| AP & alliés |       |      |      |      | 1    |      |      |      |      |      |      |      |      |      |       |       |      |
| PSOE        |       |      |      | 1    |      | (1)  | 1    |      |      |      |      |      |      |      |       |       |      |
| PP          |       |      |      |      |      | 1    |      | 1    | 1    | 1    | 1    | 1    | 1    | 1    | 1     | 1     | 1    |
|             |       |      |      |      |      |      |      |      |      |      |      |      |      |      |       |       |      |
| Total       | Total | 1    | 1    | 1    | 1    | 1    | 1    | 1    | 1    | 1    | 1    | 1    | 1    | 1    | 1     | 1     | 1    |

### 1977
| Parti | Parti | Députés                     |
| ----- | ----- | --------------------------- |
| UCD   |       | José Manuel García-Margallo |

### 1979
| Parti | Parti | Députés                     |
| ----- | ----- | --------------------------- |
| UCD   |       | José Manuel García-Margallo |

### 1982
| Parti | Parti | Députés                   |
| ----- | ----- | ------------------------- |
| PSOE  |       | José Luis Estrada Sánchez |

### 1986
| Parti | Parti | Députés                 |
| ----- | ----- | ----------------------- |
| CP    |       | José Luis Sánchez Usero |

### 1989
| Parti | Parti | Députés                                     |
| ----- | ----- | ------------------------------------------- |
| PSOE  |       | Julio Bassets Rutllant (1989)               |
| PP    |       | Jorge Salvador Hernández Mollar (1990-1993) |

### 1993
| Parti | Parti | Députés                |
| ----- | ----- | ---------------------- |
| PSOE  |       | Julio Bassets Rutllant |

### 1996
| Parti | Parti | Députés                  |
| ----- | ----- | ------------------------ |
| PP    |       | Antonio Gutiérrez Molina |

- Antonio Gutiérrez Molina est remplacé en octobre 1999 par Jesús Javier Pérez Sánchez.

### 2000
| Parti | Parti | Députés                  |
| ----- | ----- | ------------------------ |
| PP    |       | Antonio Gutiérrez Molina |

### 2004
| Parti | Parti | Députés                  |
| ----- | ----- | ------------------------ |
| PP    |       | Antonio Gutiérrez Molina |

### 2008
| Parti | Parti | Députés                  |
| ----- | ----- | ------------------------ |
| PP    |       | Antonio Gutiérrez Molina |

### 2011
| Parti | Parti | Députés                  |
| ----- | ----- | ------------------------ |
| PP    |       | Antonio Gutiérrez Molina |

### 2015
| Parti | Parti | Députés       |
| ----- | ----- | ------------- |
| PP    |       | Carmen Dueñas |

### 2016
| Parti | Parti | Députés       |
| ----- | ----- | ------------- |
| PP    |       | Carmen Dueñas |

### Avril 2019
| Parti | Parti | Députés                                 |
| ----- | ----- | --------------------------------------- |
| PP    |       | Fernando Adolfo Gutiérrez Díaz de Otazu |

### Novembre 2019
| Parti | Parti | Députés                                 |
| ----- | ----- | --------------------------------------- |
| PP    |       | Fernando Adolfo Gutiérrez Díaz de Otazu |

### 2023
| Parti | Parti | Députés           |
| ----- | ----- | ----------------- |
| PP    |       | Sofía Acedo Reyes |

## Sénat

### Synthèse
|             |       | 1977 | 1979 | 1982 | 1986 | 1989 | 1993 | 1996 | 2000 | 2004 | 2008 | 2011 | 2015 | 2016 | 04/19 | 11/19 | 2023 |
| ----------- | ----- | ---- | ---- | ---- | ---- | ---- | ---- | ---- | ---- | ---- | ---- | ---- | ---- | ---- | ----- | ----- | ---- |
| UCD         |       | 2    | 2    |      |      |      |      |      |      |      |      |      |      |      |       |       |      |
| AP & alliés |       |      |      |      | 2    |      |      |      |      |      |      |      |      |      |       |       |      |
| PSOE        |       |      |      | 2    |      | (2)  | 1    |      |      |      |      |      |      |      |       |       |      |
| PP          |       |      |      |      |      | 2    | 1    | 2    | 2    | 2    | 2    | 2    | 2    | 2    | 2     | 2     | 2    |
|             |       |      |      |      |      |      |      |      |      |      |      |      |      |      |       |       |      |
| Total       | Total | 2    | 2    | 2    | 2    | 2    | 2    | 2    | 2    | 2    | 2    | 2    | 2    | 2    | 2     | 2     | 2    |

### 1977
| Parti | Parti | Sénateurs                                |
| ----- | ----- | ---------------------------------------- |
| UCD   |       | Rafael Ginel Cañamaque, Juan Ríos García |

### 1979
| Parti | Parti | Sénateurs                                |
| ----- | ----- | ---------------------------------------- |
| UCD   |       | Rafael Ginel Cañamaque, Juan Ríos García |

### 1982
| Parti | Parti | Sénateurs                                            |
| ----- | ----- | ---------------------------------------------------- |
| PSOE  |       | Julio Bassets Rutllant, Miguel Ángel Roldán Guijarro |

### 1986
| Parti | Parti | Sénateurs                                            |
| ----- | ----- | ---------------------------------------------------- |
| CP    |       | Carlos Benet Cañete, Jorge Salvador Hernández Mollar |

### 1989
| Parti | Parti | Sénateurs                                                   |
| ----- | ----- | ----------------------------------------------------------- |
| PSOE  |       | Miguel Fernando Lahoz León, Juan José Suárez Guillén (1989) |
| PP    |       | Carlos Benet Cañete, José Luis Poza Quintas (1990-1993)     |

### 1993
| Parti | Parti | Sénateurs                  |
| ----- | ----- | -------------------------- |
| PP    |       | Carlos Benet Cañete        |
| PSOE  |       | Gonzalo Hernández Martínez |

### 1996
| Parti | Parti | Sénateurs                                         |
| ----- | ----- | ------------------------------------------------- |
| PP    |       | Carlos Benet Cañete, Aurel Gheorghe Sava Garcerán |

- Aurel Gheorghe Sava Garcerán est remplacé en 1999 par Beatriz Caro Nieto.

### 2000
| Parti | Parti | Sénateurs                              |
| ----- | ----- | -------------------------------------- |
| PP    |       | Carlos Benet Cañete, Juan José Imbroda |

### 2004
| Parti | Parti | Sénateurs                              |
| ----- | ----- | -------------------------------------- |
| PP    |       | Carlos Benet Cañete, Juan José Imbroda |

### 2008
| Parti | Parti | Sénateurs                        |
| ----- | ----- | -------------------------------- |
| PP    |       | Carmen Dueñas, Juan José Imbroda |

### 2011
| Parti | Parti | Sénateurs                        |
| ----- | ----- | -------------------------------- |
| PP    |       | Juan José Imbroda, Carmen Dueñas |

### 2015
| Parti | Parti | Sénateurs                            |
| ----- | ----- | ------------------------------------ |
| PP    |       | Juan José Imbroda, Sofía Acedo Reyes |

### 2016
| Parti | Parti | Sénateurs                            |
| ----- | ----- | ------------------------------------ |
| PP    |       | Juan José Imbroda, Sofía Acedo Reyes |

### Avril 2019
| Parti | Parti | Sénateurs                            |
| ----- | ----- | ------------------------------------ |
| PP    |       | Juan José Imbroda, Sofía Acedo Reyes |

### Novembre 2019
| Parti | Parti | Sénateurs                            |
| ----- | ----- | ------------------------------------ |
| PP    |       | Juan José Imbroda, Sofía Acedo Reyes |

### 2023
| Parti | Parti | Sénateurs                                                            |
| ----- | ----- | -------------------------------------------------------------------- |
| PP    |       | Fernando Adolfo Gutiérrez Díaz de Otazu, Isabel María Moreno Mohamed |